# Притиччина
Притичкіна (рос. Б. Притычкина) — балка (річка) в Україні у Гуляйпільському районі Запорізької області. Ліва притока річки Гайчул (басейн Дніпра).

## Опис
Довжина балки приблизно 7,78 км, найкоротша відстань між витоком і гирлом — 6,95  км, коефіцієнт звивистості річки — 1,12 . Формується багатьма балками та загатами.

## Розташування
Бере початок на північно-східній околиці села Дорожнянка. Тече переважно на північний схід і у південно-східній частині міста Гуляйполе впрадає у річку Гайчул, ліву притоку Вовчої.

## Цікаві факти
- Біля витоку балки на західній стороні на відстані приблизно 2,45 м у селі Дорожнянка проходить автошлях Т 0401[2] (автомобільний шлях територіального значення у Дніпропетровській та Запорізькій областях. Пролягає територією Дніпровського, Синельниківського, Васильківського, Покровського, Гуляйпільського, Пологівського, Токмацького та Мелітопольського районів через Дніпро — Васильківку — Покровське — Гуляйполе — Пологи — Токмак — Молочанськ — Мелітополь. Загальна довжина — 254,8 км.).
- У XIX столітті біля балки існували 1 колонія та скотний двір[1].